# (7351) Yoshidamichi
(7351) Yoshidamichi (1993 XB1) – planetoida z grupy pasa głównego asteroid okrążająca Słońce w ciągu 4,11 lat w średniej odległości 2,56 j.a. Odkryta 12 grudnia 1993 roku.